# Stefan Porwol
Stefan Porwol (* 27. Oktober 1955 in Uelzen) ist ein deutscher Jurist und Politiker (CDU). Er war von 2010 bis 2013 Kultusstaatssekretär im Land Niedersachsen.

## Leben
Sein Vater, Oberamtsrichter Erwin Porwol, war bis zu dessen Auflösung 1974 Direktor des Amtsgerichts Lüchow. Erwin Porwol stammte aus Oberschlesien und war vor dem Zweiten Weltkrieg als Amtsgerichtsrat in Oppeln tätig gewesen. 
In Lüchow absolvierte Stefan Porwol 1974 das Abitur. Von 1974 bis 1976 leistete er seinen Wehrdienst in Lüneburg (letzter Dienstgrad ist Leutnant der Reserve). Anschließend studierte Porwol Rechtswissenschaften an der Universität Hamburg. Nach dem Rechtsreferendariat im Oberlandesgerichtsbezirk Celle war er zunächst von 1983 an als Dezernent bei der Bezirksregierung Lüneburg für Schulrecht und Lehrerpersonalien zuständig. Von 1983 bis 1985 arbeitete Porwol als persönlicher Referent des Regierungspräsidenten. 1984 schloss er seine juristische Promotion zum Thema „Die politische Meinungsfreiheit des Soldaten“ ab und arbeitete beim Landkreis Lüneburg.
Am 23. Juni 1987 wurde er zum Kreisdirektor im Landkreis Lüneburg für die Dauer von 12 Jahren gewählt, 1998 erfolgte die Wiederwahl als Erster Kreisrat des Landkreises. Außerhalb der Dezernatsorganisation begleitete er die Themen Schulentwicklungsplanung, Neugründung von Schulen, Sicherung von Schulstandorten und Schulbauprogramme intensiv. Von 1990 bis 1998 hat Porwol ein kreisübergreifendes Projekt „Prävention in Kitas“ in den Landkreisen Harburg und Lüneburg geleitet.
Außerdem war Porwol Leiter des Katastrophenschutzstabes bei den Hochwasserkatastrophen an der Elbe 2002 und 2006 im Raum Lüneburg. 2006 scheiterte er knapp an der Wahl zum Landrat des Landkreises Lüneburg in einer Stichwahl gegen Manfred Nahrstedt. Seit 2007 war Porwol als selbständiger Rechtsanwalt in Lüneburg tätig und engagiert sich auch weiterhin als Vorstandsvorsitzender der Johann und Erika Loewe-Stiftung für die Werkstatt für psychisch Behinderte.
Vom 27. Juli 2010 bis zum 19. Februar 2013 war er Staatssekretär im Niedersächsischen Kultusministerium.
Stefan Porwol ist verheiratet und hat zwei Kinder.

## Veröffentlichungen
- Die politische Meinungsfreiheit des Soldaten (Dissertation), Hamburg 1984.